# Hans Mötteli
Hans Mötteli (* 12. Juni 1897 in Rütli/Zürich; † 5. März 1962) war Professor für Betriebswirtschaftslehre an der Handelshochschule St. Gallen.

## Biographie
Mötteli studierte an der Universität Zürich und promovierte dort 1920. Danach war er beim Steueramt des Kantons Zürich als Steuerkommissär tätig. Nach vier Jahren als Kommissär ging er zur Maschinenfabrik Gebr. Sulzer AG in welcher er vierzehn Jahre lang als Prokurist und Direktionssekretär tätig war. Anschließend war er für zehn Jahre kaufmännischer Direktor bei der Werkzeugmaschinenfabrik Oerlikon, Bührle  & Co..
Parallel dazu nahm er seit 1931 einen Lehrauftrag an der Universität Zürich für Industriebetriebslehre war.
1949 gab er seine gut bezahlte Tätigkeit in der Industrie auf und wurde 1949 Professor an der Handelshochschule in St. Gallen, war aber weiter beratend für die Industrie tätig.

## Veröffentlichungen
- Das Rechnungswesen als produktiver Faktor in Festschrift für O. Juzi, Zürich 1946
- Planung in der Maschinenindustrie in Walther, A., Planung in der Unternehmung, Zürich 1947
- Die industrielle Forschungs- und Entwicklungsarbeit in betriebswirtschaftlicher Sicht in ZfhF 1951, S. 553–563

## Quelle
- Mitteilung – Nachruf auf Robert Debes und Hans Mötteli. In: ZfhF. 1962, S. 461–462

| Personendaten    | Personendaten                                                                                |
| ---------------- | -------------------------------------------------------------------------------------------- |
| NAME             | Mötteli, Hans                                                                                |
| KURZBESCHREIBUNG | Schweizer Ökonom, Professor für Betriebswirtschaftslehre an der Handelshochschule St. Gallen |
| GEBURTSDATUM     | 12. Juni 1897                                                                                |
| GEBURTSORT       | Rütli, Zürich                                                                                |
| STERBEDATUM      | 5. März 1962                                                                                 |